# Girolamo Starace-Franchis
Girolamo Starace-Franchis (Napoli, 1730 circa – Napoli, 1794) è stato un pittore italiano.

## Biografia

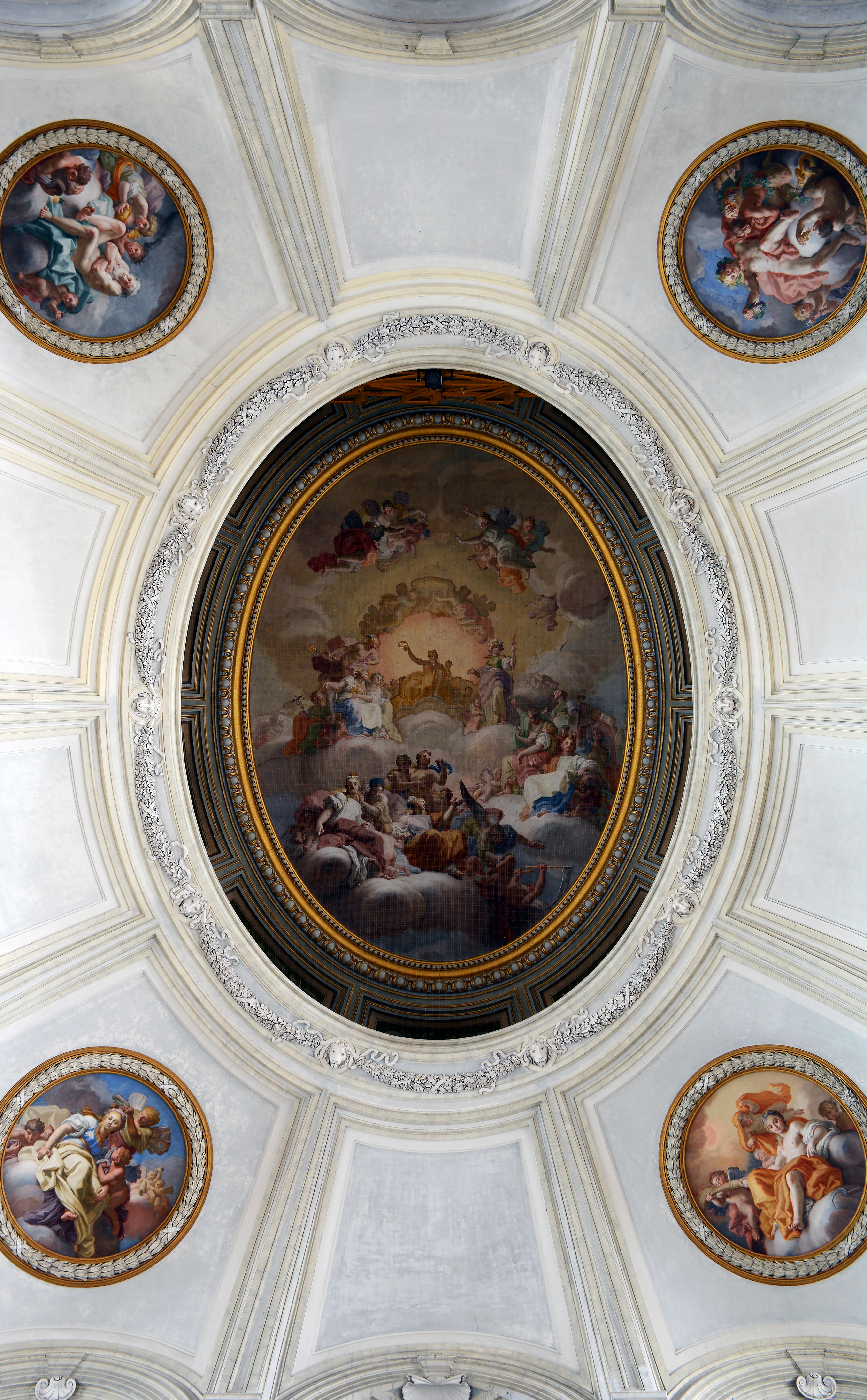
La reggia di Apollo e le Allegorie delle quattro stagioni, volta ellittica Reggia di Caserta

Pittore attivo a Napoli nella seconda metà del XVIII secolo, fu tra i maggiori decoratori negli anni del regno di Ferdinando IV di Borbone. Dei suoi anni giovanili si sa poco, Carlo Tito Dalbono lo definì discepolo di De Mura; mentre è certo che nel 1756 si trasferì a Roma grazie all'appoggio di Luigi Vanvitelli in qualità di pensionato presso Palazzo Farnese. Qui realizzò alcune copie da Raffaello e da Annibale Carracci, ma soprattutto entrò in contatto con i pittori locali che in quegli anni andavano elaborando nuove soluzioni di indirizzo classicista, quali Pompeo Batoni e Antonio Raffaello Mengs. Tutta la sua produzione sarà caratterizzata da una sostanziale adesione ai modi classicisti di derivazione romana che si erano venuti diffondendo a Napoli soprattutto attraverso le recenti rielaborazioni di Giuseppe Bonito.
Tornato a Napoli nel 1762 collaborò ai lavori condotti nella Real Fabbrica degli Arazzi: suo è il modello pittorico per l'arazzo de Il ratto di Proserpina relativo all'allegoria del Fuoco, facente parte di una serie di arazzi con le allegorie degli Elementi, di cui comparve il bozzetto preparatorio a Londra presso l'antiquario Hazlitt.
Negli anni successivi venne chiamato dal Vanvitelli per lavorare alla Reggia di Caserta. Qui realizzò nel 1769 il grande affresco della volta ellittica che sovrasta lo scalone d'onore della Reggia, che raffigura la reggia di Apollo: ai piedi del dio, seduto su una nuvola tra Mercurio, Minerva e le muse si vedono le personificazioni allegoriche delle arti, mentre accanto a loro una gloria alata caccia via il tempo con le falci; l'affresco principale è contornato da quattro tondi raffiguranti le Allegorie delle quattro Stagioni.
Successivamente sempre per la Reggia realizzò un'allegoria con La Gloria dei Farnese e le Dodici Province del Regno di Napoli, nella volta del Salone delle Guardie, e in altre sale, alcune sovrapporte e sovraspecchi.

## Opere
Oltre a quelle più famose presenti alla Reggia di Caserta altre sue opere sono presenti: a Napoli, nella chiesa dei Santi Marcellino e Festo (Cristo e la Maddalena, firmato, 1764), nella Real Casa Santa dell’Annunziata (il Battesimo di Cristo e l'Immacolata Concezione, 1770 ca.), in San Paolo Maggiore (affreschi con Allegorie di Virtù), in San Giuseppe dei Nudi (l'Adorazione dei pastori) . A Caserta, nella chiesa di San Sebastiano (una Madonna del Rosario). A Marcianise, nella chiesa dell'Ave Gratia Plena (la Coronazione di spine, la Caduta sotto la croce, una Deposizione, un'Annunciazione e nella volta l'affresco con l'Elemosina di Santa Lucia).